# デューシズ・ワイルド
『デューシズ・ワイルド』（Deuces Wild）は、アメリカ合衆国のブルース・ミュージシャン、B.B.キングが1997年に発表したスタジオ・アルバム。

## 解説
ロック、R&B、ヒップホップ、カントリー等、様々なジャンルのミュージシャンをゲストに迎えてレコーディングされた。本作で「ロック・ミー・ベイビー」に参加したエリック・クラプトンは、2000年にはB.B.キングと連名のアルバム『ライディング・ウィズ・ザ・キング』をリリースしている。
キングのアルバムとしては特にセールス面で成功した作品の一つで、母国アメリカでは、ボビー・ブランドとの連名で発表した『Together Again… Live』（1976年）以来21年振りに総合チャートのBillboard 200でトップ100入りしており、ビルボードのブルース・アルバム・チャートでは1位を獲得した。ノルウェーのアルバム・チャートでは、キングにとって17年振りのトップ40入りを果たした。また、ニュージーランドのアルバム・チャートでは7週連続でトップ20入りしており、うち2週でトップ10入りした。

## 収録曲
7. 10. 11. 13.の4曲はインターナショナル盤ボーナス・トラック。
1. イフ・ユー・ラヴ・ミー - If You Love Me (Van Morrison) – 5:47
  - with ヴァン・モリソン
2. ザ・スリル・イズ・ゴーン - The Thrill Is Gone (Roy Hawkins, Rick Dornell) – 5:01
  - with トレイシー・チャップマン
3. ロック・ミー・ベイビー - Rock Me Baby (Joe Josea, B.B. King) – 6:37
  - with エリック・クラプトン
4. プリーズ・センド・ミー・サムワン・トゥ・ラヴ - Please Send Me Someone to Love (Percy Mayfield) – 4:15
  - with ミック・ハックネル
5. ベイビー・アイ・ラヴ・ユー - Baby I Love You (Ronnie Shannon) – 4:01
  - with ボニー・レイット
6. エイント・ノーバディ・ホーム - Ain't Nobody Home (Jerry Ragovoy) – 5:00
  - with ディアンジェロ
7. ポーリーズ・バースデイ・ブギ - Pauly's Birthday Boogie (B.B. King, Jools Holland) – 3:39
  - with ジュールス・ホランド
8. ゼア・マスト・ビー・ア・ベター・ワールド・サムホエア - There Must Be a Better World Somewhere (Pomus, Rebennack) – 4:29
  - with ドクター・ジョン
9. コンフェッシン・ザ・ブルース - Confessin' the Blues (Jay McShann, Walter Brown) – 4:21
  - with マーティ・スチュアート
10. ハミングバード - Hummingbird (Leon Russell) – 4:20
  - with ディオンヌ・ワーウィック
11. ブリング・イット・オン・ホーム・トゥ・ミー - Bring It Home to Me (Sam Cooke) – 3:10
  - with ポール・キャラック
12. ペイング・ザ・コスト・トゥ・ビー・ザ・ボス - Paying the Cost to Be the Boss (B.B. King) – 3:34
  - with ローリング・ストーンズ
13. レット・ザ・グッド・タイムス・ロール - Let the Good Times Roll (Sam Theard, Fleccy Moore) – 5:12
  - with ズッケロ
14. デンジャラス・ムード - Dangerous Mood (Kevin Moore, Candy Parton) – 4:54
  - with ジョー・コッカー
15. キープ・イット・カミング - Keep It Coming (Heavy D, B.B. King) – 3:55
  - with ヘヴィ・D
16. クライン・ウォント・ヘルプ・ユー - Cryin' Won't Help You Babe (B.B. King, Sam Ling) – 3:55
  - with デヴィッド・ギルモア & ポール・キャラック
17. ナイト・ライフ - Night Life (Willie Nelson, Paul Buskirk, Walter Breeland) – 4:31
  - with ウィリー・ネルソン